# Alfred Ost
Pour les articles homonymes, voir OST.
Alfred Ost, né le Zwijndrecht le 14 février 1884 et mort à Anvers le 9 octobre 1945, est un peintre, dessinateur, illustrateur, lithographe et affichiste belge (flamand). 

## Liminaire
Il est d'usage de subdiviser la carrière artistique d'Alfred Ost en trois périodes, suivant le lieu où s’exerça son activité. On distingue ainsi une période malinoise, qui correspond à la période d’avant la Première Guerre mondiale, et comprend une série de peintures, d’affiches et de dessins assez exubérants, aux couleurs vives et gaies, au trait clair et appuyé, figurant la réalité sans la déformer outre mesure, cernant avec netteté les figures, et représentant des scènes populaires, des épisodes de l’Évangile et des animaux, en particulier le cheval, son animal de prédilection ; une période amstellodamoise, qui coïncide grosso modo avec la Première Guerre mondiale, période marquée par une activité créatrice intense et diverse, moins baroque, où Ost assimile dans une certaine mesure les tendances nouvelles de l’art pictural, mais sans adhérer à aucun mouvement ; et enfin sa période anversoise, qui se prolonge de 1919 jusqu’à sa mort en 1945, période moins fructueuse, marquée par la désillusion, et où sa thématique se fait plus sociale et morale, tandis que parallèlement, en partie sans doute sous l’influence du cubisme et de l’expressionnisme, sa manière change, devenant plus décousue, utilisant un trait plus fiévreux, plus détaché, et privilégiant l’intensité expressive, en même temps que sa palette s’assombrit. 
Dans ses dernières années, il réalisa d’impressionnantes fresques au fusain dans les couloirs de deux collèges de la banlieue anversoise. 
Estimée à quelque 30 000 pièces, l’œuvre d’Ost, tombée dans l’oubli après sa mort, connut un regain d’intérêt dans les années 1980.

## Enfance et jeunes années
Alfred Ost naquit à Zwijndrecht, non loin d’Anvers, d’un père malinois, marchand de charbon, issu d’une famille de mariniers, et d’une mère originaire de Rupelmonde, s’occupant du foyer. Il était le quatrième d’une fratrie de cinq enfants, dont Urbain Ost qui deviendra avocat-général, et son frère cadet Hector, qui se destinera à la prêtrise. L’enfance d’Alfred sera rythmée par les fréquents déménagements de la famille Ost, qui la conduisirent à Anvers entre 1886 et 1888, à Haasdonk, dans le Pays de Waes, puis de nouveau à Zwijndrecht, où Alfred fréquenta l’école primaire jusqu’en 1891. Dès cette époque, il était fasciné par les chevaux évoluant sur le terrain servant au commerce de charbon de son père, et très jeune déjà, il manifesta le désir de devenir artiste. De nouveaux déménagements menèrent la famille à Reet, puis en 1892 à Willebroek, où Alfred fréquenta l’école primaire jusqu’en 1895. Il fit ses humanités d’abord, entre 1895 et 1898, comme interne à l’Institut Saint-Berthuin à Malonne, près de Namur, en même temps que son frère Urbain, ensuite, jusqu’en 1901, au petit séminaire de Hoogstraten, où cependant il ne se sentit point à l’aise. Très doué pour le dessin, il alla, à l’âge de 18 ans, contre l’avis de son père, fréquenter les cours de l’Académie royale des Beaux-Arts d’Anvers, où il obtint le premier prix de dessin.

## Formation artistique et période malinoise

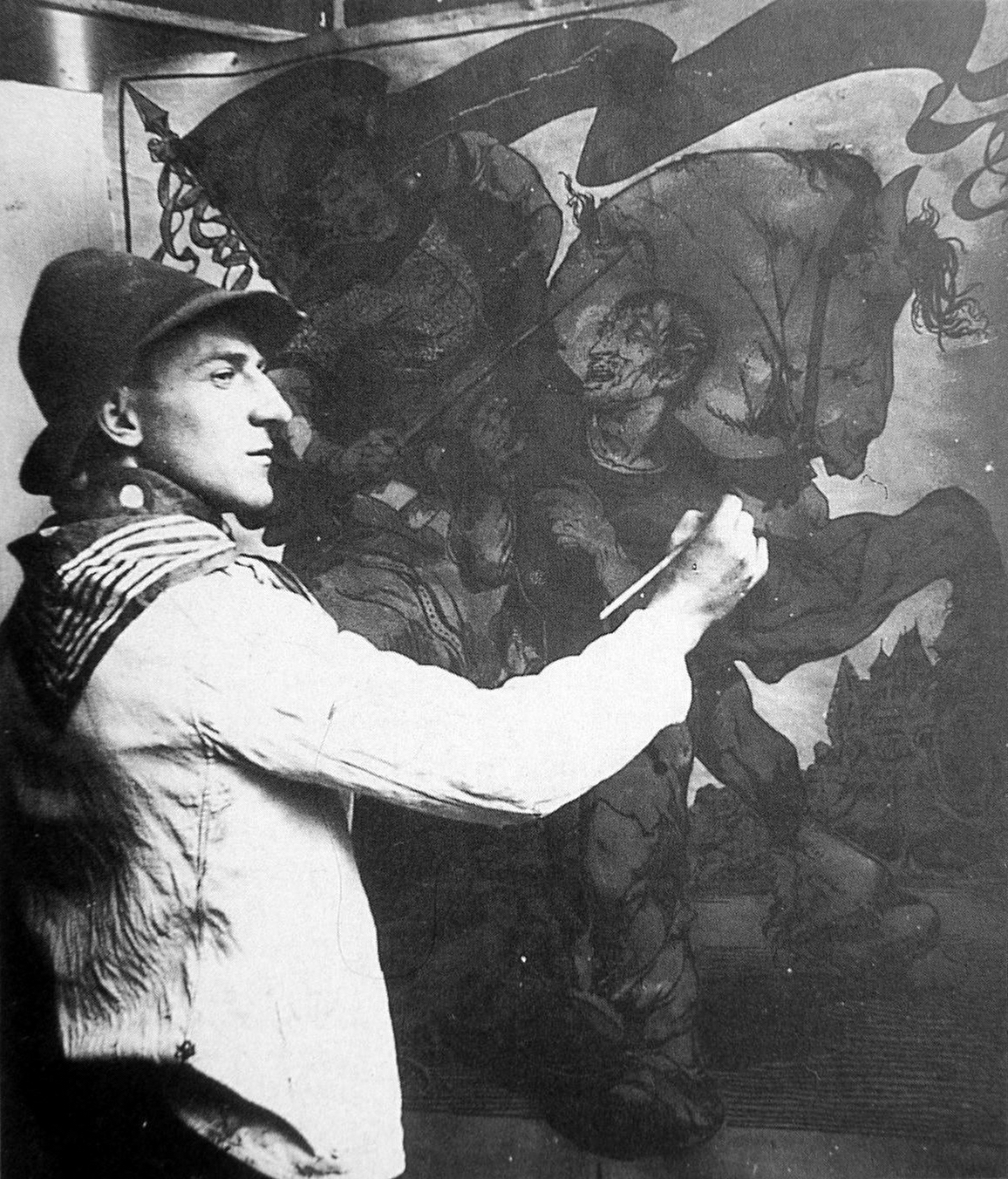
Ost dans son atelier de Malines en 1909.

À la suite d'un nouveau déménagement, la famille vint s’établir à Malines, où elle résida jusqu’en 1903. Alfred suivit dans cette ville des cours à l’Académie des Beaux-Arts, se liant d’amitié avec Rik Wouters, Prosper de Troyer et Frans Mertens (nl), qui deviendra son biographe. 
En 1903, la famille s’en retourna s’installer à Zwijndrecht. Alfred, ayant trouvé à se loger sur la place Conscience à Anvers, suivit alors les cours de l’Institut supérieur des Beaux-Arts à Anvers, section peinture animalière. Entre 1907 et 1911, il fut chargé par le zoo d’Anvers de dessiner des animaux, des plantes, des fleurs et des éléments décoratifs dans un des édifices de ce zoo, appelé Temple égyptien. Lié d’amitié avec W. Van den Bergh, futur directeur du zoo, il trouvera toujours au zoo d’Anvers appui et compréhension. Le monde animal, comme on le verra, ne cessera d’être, tout au long de sa vie, une importante source d’inspiration. Il figura aussi à cette époque, dans des dessins et aquarelles réalistes et au tracé clair, de nombreux chevaux de trait, spécialement ceux utilisés à la manutention dans le port d'Anvers, mais aussi un Rhinocéros indien (1909), ainsi que des œuvres à thématique religieuse comme la Dernière Cène (1908) et Pour nos Péchés (‘Om onze Zonden’, 1909).
C’est en 1905, lorsqu’il remporta le concours public en vue de la création d’une série de cartes postales (mais sans obtenir de pouvoir dessiner l’affiche) pour les fêtes de Frédéric de Merode à Berchem-Anvers, que commença sa carrière officielle. Il fut engagé peu après par un éditeur anversois de littérature et de théâtre populaires ; les dessins qu’il créa pour illustrer une série de livres bon marché de cet éditeur se caractérisent par leur côté anecdotique et leur atmosphère dramatique, et sont peuplés de figures populaires fortement expressives avec une tendance à la caricature. En 1908, il se vit confier la création de plusieurs affiches commerciales, notamment pour une brasserie de Willebroek ― l’occasion pour lui de donner corps pour la première fois à des chevaux de trait galopant ou se cabrant, motif qui reviendra avec régularité dans son œuvre par la suite. 
Ayant réussi ainsi à se faire une solide réputation de dessinateur de scènes populaires et religieuses, d’images pieuses, de chevaux, et ayant surtout connu le succès par ses illustrations d’un ouvrage de Godenne, Malines jadis et aujourd’hui (1908), il sera sollicité, à partir de 1909 et de façon ininterrompue jusqu’à l’éclatement de la guerre, de réaliser des affiches de fêtes, des images publicitaires et des illustrations de livres, pour le compte de firmes commerciales ou d’associations malinoises officielles ou caritatives. La municipalité malinoise elle-même fut plus réticente à lui confier des commandes pour ses manifestations socio-culturelles (on ne lui en confiera que deux), et lui préféra Albert Geudens, issu de l’académie locale, auteur d’images d’atmosphère représentant la vieille ville, et en quelque sorte le peintre attitré de Malines. Ost, en revanche, privilégiait les personnages issus du petit peuple, et attirait souvent l’attention par ses attitudes peu conformistes. Enfin, la réticence de la municipalité peut s’expliquer par le fait que dans la querelle du beffroi, qui agitait fortement les esprits des Malinois à l’époque, Ost s’engagea ostensiblement, notamment par le biais de cartes postales illustrées, pour la préservation du beffroi de Malines (et du patrimoine architectural de la ville en général), c’est-à-dire contre la municipalité, qui se proposait de remanier la vieille halle et son beffroi. 
La famille, une fois de plus, déménagea, cette fois vers Bruxelles, en 1911. Dans la capitale, Alfred Ost réalisa, pour le compte notamment du Théâtre de la Monnaie et de plusieurs associations flamandes bruxelloises, un certain nombre d’affiches lithographiques en couleur destinées à annoncer des manifestations culturelles, telles que la célébration de la bataille des éperons d’or, des concerts en plein air, et en 1912, les festivités autour du centenaire de la naissance d’Henri Conscience ; à cette même occasion, il fut par ailleurs chargé de réaliser des cartes postales illustrant des œuvres de l’écrivain. Durant cette même période encore, il réalise également des lithographies, vivement colorées, prenant pour sujet Malines. 
En 1913, il eut une première grande exposition à la Galerie Boute à Bruxelles, puis, en 1914, une deuxième grande exposition à Anvers, dans la salle Memlinc, avec 202 pièces. Ces expositions, qui réunissaient des représentations de la halle de Malines, de têtes de chevaux, et de gens du peuple croqués d’une pointe vive, furent accueillies très favorablement par la presse, y compris francophone, qui loua la multiplicité de son talent, sa maîtrise technique et son inépuisable imagination. Cela lui valut de décrocher à Bruxelles quelques commandes d’affiches, entre autres pour le théâtre de la Monnaie et une affiche de promotion touristique, chez des imprimeurs bruxellois de renommée internationale.
La période malinoise d’Alfred Ost se distingue par un tracé fin, c’est-à-dire une ligne continue pour dessiner les contours, des lignes interrompues pour les composants et les détails, et des traits parallèles pour les reliefs et le rendu des tonalités. Les surfaces ainsi délimitées sont comblées de couleurs souvent sans demi-teintes, par quoi ces surfaces se démarquent les unes des autres. C’étaient, à la fin du xixe siècle et au début du XXe, les caractéristiques de base de l’art moderne de l’affiche. La prédominance d’une seule figure en est une autre, quoique ce trait entrât en conflit avec la tendance à la prolixité d’Ost, qui, ayant l’horreur du vide, tend à surcharger ses compositions et à ne laisser libre aucune marge. Autant que la manière de dessiner, les sujets mis en scène sont également typiques de la période malinoise : théâtre populaire, ducasses, marchés aux bestiaux, processions ― scènes peuplées de personnages bruegheliens, croqués avec réalisme et typés individuellement, potelés et joufflus, ou, à l’inverse, des pages, des chevaliers et des damoiselles sur des chevaux blancs, avec en arrière-plan le vieux Malines menacé par les projets de la mairie. À la fin de cette période, sans doute pour répondre au vœu de certains commanditaires (comme la municipalité de Malines), cette iconographie brueghelienne cède le pas à des figures plus classiques et à une atmosphère plus historicisante, sous forme de compositions cohérentes, plus mesurées, moins tumultueuses, qui réunissent autour d’une figure centrale des éléments locaux et historiques (armoiries, pignons, tours). Il consentit aussi à intégrer dans ses affiches les courbes végétales et lignes serpentines propres à l’Art nouveau, dont Ost avait assimilé le langage lors de son séjour à Paris, ― Art nouveau qui, bien que déjà passé de mode, perdurait encore dans le graphisme publicitaire de ces années.

## Première Guerre mondiale et période amstellodamoise
Lorsqu’éclata la Première Guerre mondiale, Alfred Ost voulut s’engager comme volontaire, mais fut refusé. Le 7 octobre (Anvers devait tomber aux mains des Allemands le 10 octobre), accompagné de ses parents et de sa sœur, il s’exila vers les Pays-Bas. Via le village frontalier de Sint-Anna-Termuiden, l’exil les conduisit dans la petite localité de L'Écluse, en Zélande, où ils séjournèrent pendant une demi-année, espérant une fin prochaine du conflit. Celle-ci se faisant attendre, et l’argent risquant de s’épuiser, Alfred Ost prit la décision de partir pour Amsterdam, où il pourra, escomptait-il, gagner sa vie comme artiste. La famille rejoignit Amsterdam début 1915 et y restera jusqu’au printemps 1919. Peu après son arrivée, il se mit en rapport avec l’imprimeur d’art Jan Kotting, directeur d’une imprimerie de renommée internationale fondée par son père, et se fit embaucher comme créateur d’affiches et de cartes postales et comme lithographe. Ce sera le point de départ d’une des périodes les plus fécondes de sa carrière d’artiste. Parmi la clientèle de Kotting figurait le théâtre Hollandsche Schouwburg, pour lequel Ost créa deux affiches ; le Stedelijk Museum (Musée municipal d’Amsterdam), pour lequel il créa une affiche fort remarquée et appréciée à l’occasion de l’exposition posthume Auguste Le Gras, puis une autre à l’occasion de l’exposition Rik Wouters, son ami récemment décédé ; le Nederlandse Opera ; un certain nombre d’entreprises, fabricants de savon, de biscuits, de couettes, etc., pour lesquels il confectionne des affiches publicitaires ; et enfin des associations caritatives belges (et aussi internationales, y compris françaises : Œuvre du Soldat aveugle, Œuvre des Marraines des Prisonniers français), fondées dans le but de venir en aide aux combattants belges du front et aux exilés belges séjournant dans plusieurs camps de réfugiés aux Pays-Bas, et dont des comités locaux étaient présents à Amsterdam, associations au bénéfice desquelles il conçut, à titre gracieux, 27 affiches et des dizaines de cartes postales illustrées et lithographies de circonstance, et dont il illustra les brochures et les programmes des expositions, concerts, conférences, etc. qu’elles organisaient. Cet altruisme, qui le conduisit à refuser toute rémunération, et lui valut en 1917 de se voir décerner une médaille d’honneur, fut contagieux et porta l’imprimeur Kotting à suivre son exemple et à fournir gratis les travaux d’impression. Ost sera récompensé après la guerre par l’octroi d’un titre de chevalier de l’Ordre de la Couronne, et Kotting par une médaille.
Le séjour aux Pays-Bas, les misères de la guerre et les influences culturelles diverses auxquelles il ne manquera pas d’être exposé le marqueront durablement, tant sur le plan humain qu’artistique. La guerre fut un tournant pour son art ; de folklorique et anecdotique qu’il était auparavant, commis à une représentation plaisante et essentiellement réaliste du monde qui l’environnait, son art devint dès lors de plus en plus une extériorisation de sa subjectivité, illustrant ses préoccupations sociales, morales et religieuses, désormais à la source de son inspiration. Il s’oriente ainsi vers un art social et religieux ; cessant d’être ce conteur drolatique qu’il était avant guerre, cet évocateur de scènes populaires, c’est désormais un artiste engagé, qui au travers de dessins expressifs s'appliquait à dénoncer la déperdition des valeurs sociales et religieuses. 
Son séjour à Amsterdam permit à Ost de voir les œuvres cubistes et expressionnistes du peintre hollandais Leo Gestel (en), et il est probable qu’il ait visité les expositions d’œuvres d’Henri le Fauconnier, de Gustave de Smet et de Frits Van den Berghe, adeptes, dès 1916, du style expressionniste. Ces influences détermineront chez Ost à partir de 1919 un changement de style, la mutation morale de l’artiste allant ainsi de pair avec une transformation formelle : moins attentif à peaufiner chaque détail, et préoccupé davantage de la force d’expression de l’œuvre globale, il met en œuvre une ligne plus libre, plus dynamique, et des coloris que lui dicte son affectivité.
On note par ailleurs des différences considérables entre ses créations selon qu’elles poursuivent un but commercial, caritatif ou culturel. Dans les affiches publicitaires, le sujet est traité plus librement, les couleurs, valant pour elles-mêmes, sont plus vives et plus contrastées, le dessin plus dépouillé, la composition plus sobre et plus claire, et l’arrière-plan, affranchi de la perspective, souvent vide. Ost, qui maîtrisait la technique et le langage publicitaires, se laissa même aller à des expériences formelles (notamment en ce qui concerne les textes des publicités, les lettres devenant partie intégrante de l’image), mais dut tenir compte des desiderata des commanditaires, comme le montrent certaines de ses études, plus originales et audacieuses que le résultat finalement accepté par le client. Les affiches culturelles (pour le compte de la Nederlandse Opera, par exemple) se caractérisent, outre par leurs vastes dimensions, par leur monumentalité, par leur juste sens de l’instant dramatique, par un coloris très réfléchi, et par l’effet dynamique des axes diagonaux. Dans ses œuvres caritatives enfin, il s’efforçait à un rendu émotionnel fidèle de la douleur, physique et morale, des victimes de guerre, sans chercher à l’estomper, au moyen de teintes de gris. Si le patriotisme certes s’y manifeste, c’est sans la rhétorique nationaliste que l’on retrouve si souvent à cette époque. 
Presque sans exception, c’était Ost lui-même qui, dans l’atelier de lithographie, traçait le dessin et appliquait les couleurs sur la pierre calcaire ou la plaque de zinc, tâche qu’étant donné sa technique il était seul à pouvoir accomplir. En effet, sa technique particulière consistait à appliquer, par-dessus un tracé souvent nerveux, une grande variété de taches et de traits de couleur, de façon à faire vibrer les couleurs ― procédé que parfois il appliqua même en l’absence de tout contour au crayon, mettant ainsi en œuvre une sorte de variante lithographique du pointillisme, qui sera sa marque de fabrique.

## Entre-deux-guerres et période anversoise
De retour en Belgique en 1919, il s’établit à Borgerhout, faubourg de la proche banlieue est d’Anvers, où son frère Hector est vicaire à la paroisse de la Sainte-Famille. En 1919, et encore à plusieurs reprises par la suite, il posa sa candidature au poste d’enseignant à l’Académie anversoise des Beaux-Arts, mais ne fut pas accepté. Nommé maître de dessin de l’enseignement primaire en 1921, il exerça sa fonction dans une école à Anvers (1921-1938), puis à Borgerhout (1929-1943).
À Anvers régnait alors un climat artistique bouillonnant, fortement agité par les courants cubistes et expressionnistes, d’orientation internationale, où régnaient contestation et volonté d’innovation, et dont les protagonistes (le poète Paul van Ostaijen, les plasticiens Oscar et Floris Jespers, Paul Joostens et Jozef Peeters), conscients du rôle social de l’artiste, se montraient très critiques vis-à-vis de la société. Alfred Ost était certes attentif aux évolutions artistiques de son époque, et en intégrera quelques éléments dans ses dessins, mais se refusait d'adhérer à tel ou tel cercle artistique, s’abstenant de contribuer aux revues et organes de ces mouvements, et n’admettant pas que son travail fût désigné par quelque –isme que ce soit : « ne me parlez pas de style, déclara-t-il ; le style, c’est la limitation, la contrainte, il tue la vie. » En particulier, il ne les suivra jamais sur le chemin qui devait les mener à un art abstrait, sans plus d’attaches avec la réalité. Au contraire, il mit au point un style de dessin qui lui était propre, fait de traits brefs et nerveux à l’encre de Chine, rehaussés de pénétrants coloris à l’encre de couleur, choisis pour leur intensité expressive. Il consentit à incorporer quelques éléments cubistes, généralement à l’arrière-plan de dessins mettant en scène des chevaux, l’ensemble devant figurer l’antinomie entre la société matérialiste de l’époque (l’arrière-plan) et l’ancienne société reléguée (le cheval, souvent solitaire, comme l’artiste lui-même), désormais hors de saison, mais où des valeurs fondamentales spirituelles avaient cours encore. La facture léchée de sa première période, portée à peaufiner chaque détail, fut abandonnée au profit d’une manière d’apparence plus improvisée, sans pour autant adopter un style elliptique ou manifester la moindre velléité d’abstraction. Le pointillisme personnel qu’il avait développé fut abandonné, au profit d’un style plus impulsif, fait de petits traits recourbés ou de courtes lignes interrompues de diverses couleurs, rythmant le sujet représenté et l’espace alentour. Puis, à la fin des années 1920, travailla de plus en plus à la plume et au lavis, avec ou sans couleurs, n’octroyant plus rien désormais, dans son œuvre peinte, à l’anecdotisme de sa première période.
Fasciné par le monde du cirque, il produisit, à la suite du passage du cirque allemand Sarrasani (en) à Anvers en 1932, et à l’incendie qui le ravagea alors, une série de dessins à l’encre de Chine et à l’encre de couleur, scènes de cirque d’abord, d’une lumière un peu irréelle, puis, à l’occasion de la catastrophe, des dessins bruts, vifs, déliés, impulsifs à outrance, où lignes et couleurs expriment ses sentiments d’impuissance et de colère face au martyre des animaux. Tout au long des années trente, il continua de fréquenter le zoo, croquant hâtivement, à la plume et au lavis, des girafes, des okapis, des singes etc., qui se côtoient à plusieurs sur une même page, dessins pouvant paraître parfois, par le jeu dense et grouillant des lignes et les taches à l’encre de Chine, souffrir de surcharge.
Le projet qu’il nourrissait à la fin des années 1920 de fonder un Musée Ost, devant réunir ses meilleures œuvres, débouche sur un échec, la maison qu’il se proposait d’aménager à cet effet (rue Saint-Antoine, dans le vieil Anvers) s’étant effondrée. Le manque de reconnaissance officielle, ses nombreuses infortunes, son refus de participer à la surenchère artistique de son temps, ses déceptions sentimentales, et finalement ses problèmes de santé le mirent matériellement en difficulté et firent de lui un homme esseulé, de plus en plus retiré dans une existence marginale. Ainsi, par exemple, son nom n’apparaît-il pas une fois dans la liste des candidats aux concours, pourtant nombreux dans les années 1920, mis sur pied par la municipalité d’Anvers en vue de la création d’affiches officielles. Il bénéficie toutefois de quelques commandes de la commune de Borgerhout, en particulier d’une affiche pour le traditionnel ommegang (cortège de géants), et conçut par ailleurs quelques affiches pour le théâtre populaire flamand, qu’il affectionnait. Des projets lui furent en outre adjugés par la ville de Malines : une vaste affiche en 1938 pour la ducasse locale, et, à l’occasion de la visite des souverains, deux aquarelles pour le livre d’or du 950e anniversaire de la procession du Hanswijk (nl). Pour le centenaire de la parution du Lion des Flandres de Conscience en 1938, il fera des dizaines de projets d’illustration, qui cependant ne seront jamais réalisées.
Si, au début de sa carrière, il consentait à vendre ses grandes réalisations, il eut, une fois qu’il avait acquis une certaine renommée, scrupule à monnayer sa production. Ainsi, en 1936, fera-t-il don de 461 pièces à la ville de Malines, et léguera-t-il, en 1937, 50 pièces à la ville de Roosendaal et 80 à la petite ville campinoise de Hoogstraten. Une exposition de ses œuvres (exposition dite du Carillon, néerl. Beiaardtentoonstelling) sera organisée à Malines en 1938.

## Deuxième Guerre mondiale

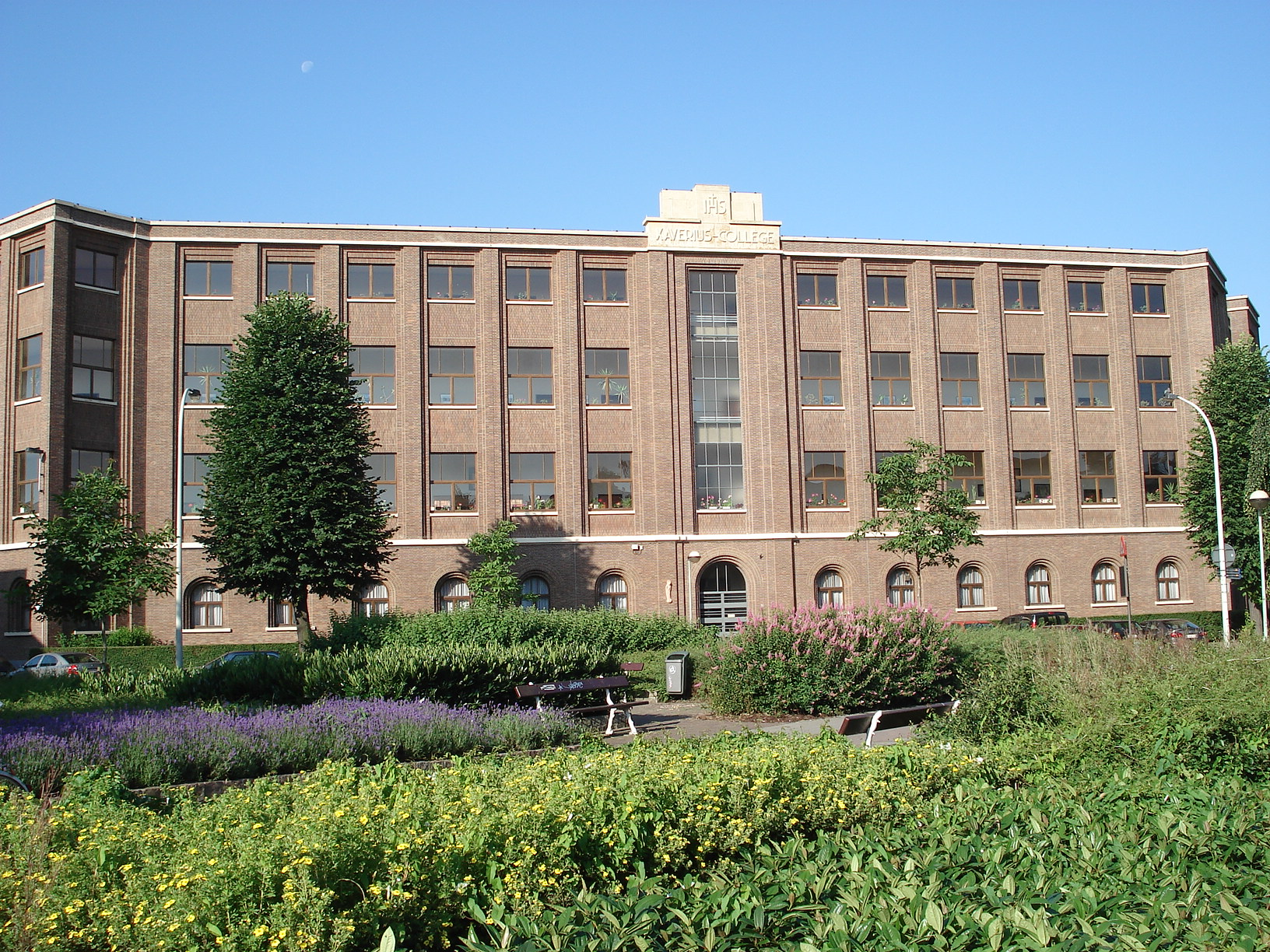
Collège de jésuites de Borgerhout.

Cependant, dès avant la guerre, sa ferveur s’était éteinte peu à peu, en même temps que sa santé faiblissait. Il tint encore une exposition au zoo d’Anvers en 1940.
Pendant la guerre, il avait coutume d’échanger ses tickets de rationnement contre le gîte et le couvert au collège de jésuites de Borgerhout. De juin 1941 à janvier 1944, en guise de remerciement, il dessina au charbon de bois, à même les murs blancs des couloirs du collège, qu’il brûlait de décorer, de grandes compositions aux thèmes religieux et aux motifs populaires et campagnards : anges, saints, scènes de l’Évangile, épisodes de la vie de saint François Xavier, activité des missionnaires, la procession équestre de Hakendover (commune de Tirlemont), cavaliers montés sur des chevaux cabrés, un hommage populaire à la Sainte-Vierge, Jeanne d’Arc, etc. Ost décora également un couloir du collège Saint-Michel à Brasschaat-Vriesdonk, dans la lointaine banlieue nord d’Anvers. 

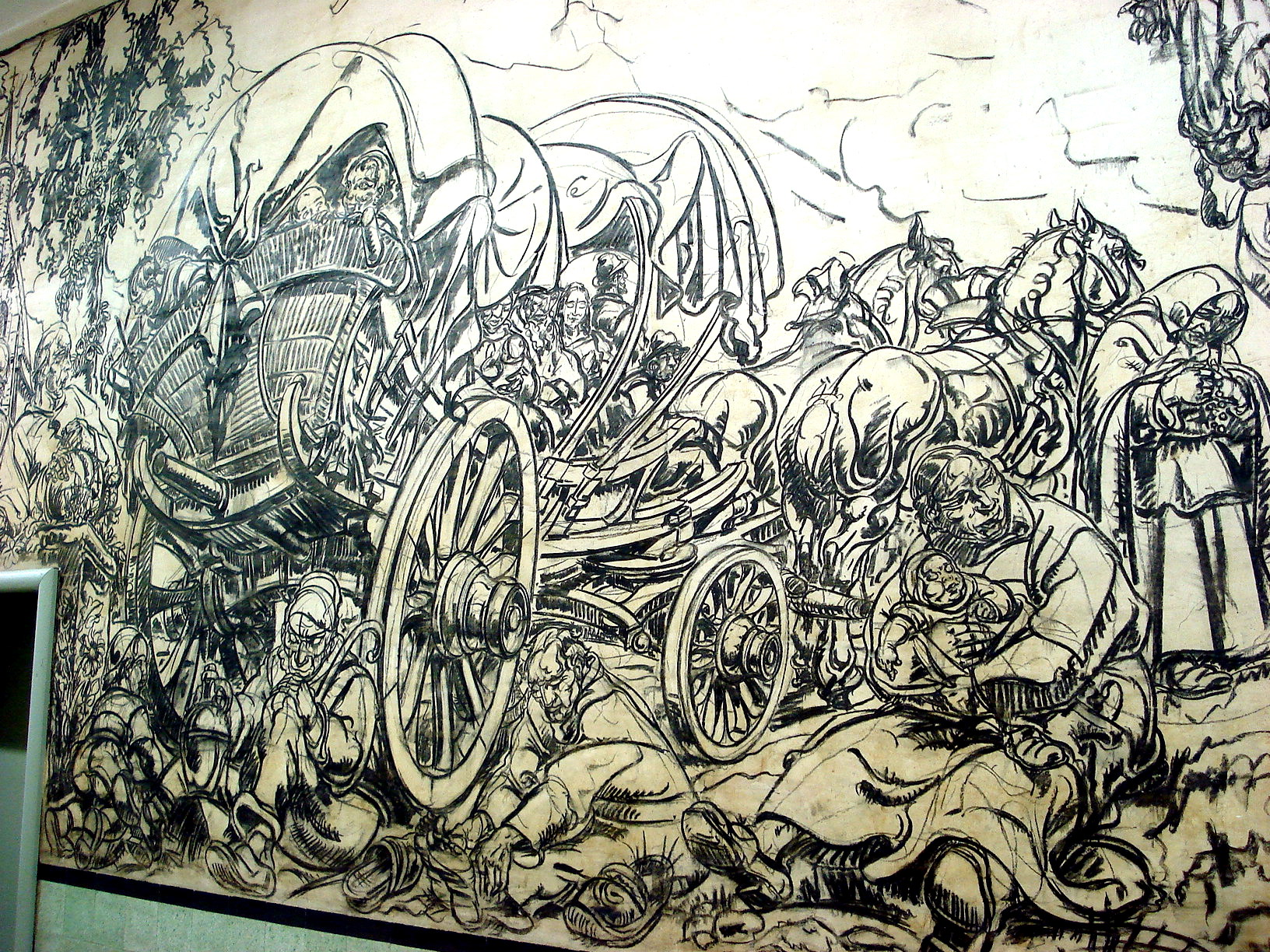

De cette époque datent également des dessins de chevaux — chevaux cheminant, se reposant ou épuisés — exécutés au crayon, d'une grande simplicité.
Fin 1944, pendant qu’Anvers était la proie des bombes volantes, il séjourna chez les pères salésiens à Grand-Bigard, près de Bruxelles. Il eut une dernière exposition au zoo d’Anvers en 1945.
Le 9 octobre 1945, atteint d’un cancer compliqué d’une pneumonie, il mourut chrétiennement dans un hôpital anversois.

## Musées et autres lieux
- Zoo d’Anvers : la Société royale de zoologie, qui s’est toujours intéressée aux artistes prenant pour thème le monde animal, a constitué au fil des années, par le jeu des acquisitions et des légations, une importante collection d’art. L’artiste qui, dans cette collection, se trouve représenté avec le plus grand nombre d’œuvres est Alfred Ost ; en 1945 en effet, il fit don au zoo de 160 dessins et lithographies, auxquels s’ajoutèrent en 1961, 24 dessins offerts par ses ayants droit. Une salle particulière, la salle Alfred Ost, lui est consacrée.

- Musée royal des Beaux-Arts à Anvers (17 dessins).

- Musée de Roosendaal.

- Musée de Hoogstraten.

- Musée municipal (Stedelijk Museum) de Malines.

- Musée KaZ d’Ostende.

- Musée Alfred-Ost aménagé dans la maison communale (mairie) de Zwijndrecht : une trentaine de dessins et d'aquarelles légués en 1956 par les ayants droit du peintre.